# Goodbye Elenore
«Goodbye Elenore» es una canción escrita por David Paich E interpretada por la banda de Rock Toto para su álbum Turn Back liberado en 1981, pese a que tuvo poco éxito ocupó el #154 en Billboart Hot 200 en 1981. Esta canción se mantiene como un favorito de los fanes de Toto y hasta su desolucion la banda tocaba este tema en sus conciertos.

## Personal
- David Hungate: Bajo
- Jeff Porcaro: Batería
- Steve Lukather: Guitarra, coros
- David Paich: Teclados, coros
- Bobby Kimball: Vocales
- Steve Porcaro: Sintetizadores

- Datos: Q3773399